# Den stora planen
Den stora planen (engelsk originaltitel: The Grand Design) är en populärvetenskaplig bok skriven av fysikern Stephen Hawking och Leonard Mlodinow som utgavs 2010. Den argumenterar för att åberopa Gud inte är nödvändigt för att förklara ursprunget till universum, och att Big Bang endast är följd av fysiklagarna. Som svar på kritiken har Hawking sagt; "Man kan inte bevisa att Gud inte existerar, men vetenskapen gör Gud onödig." Hawking har även klargjort att han inte tror på en personlig Gud.